# Dividida
«Dividida» es un sencillo promocional de la cantante y compositora Anahí. Se especulaba que fuera el primer sencillo de su próximo álbum que aún no tiene fecha de lanzamiento, Anahí aclaró que solo fue el tema central de la telenovela que protagonizó, Dos hogares.
La canción tiene un estilo de balada, en la cual se cuenta un poco lo que tendrá que enfrentar Angélica, nombre del personaje que interpreta la cantante, una mujer dividida entre el amor de dos hombres. El 5 de julio de 2011 el sencillo fue lanzado a la venta a través de descarga digital.
Fue interpretada en vivo en la premier de la telenovela Dos hogares y en el lanzamiento del sitio TVyNovelas en el cual fue madrina. El tema recibió una nominación como mejor tema telenovelero en los Premios Juventud.

## Antecedentes y presentaciones en vivo

La canción es el tema principal de la telenovela Dos Hogares

El 5 de abril de 2011 durante una conferencia de prensa, Anahí comentó que sería intérprete de un tema dentro del melodrama. El 11 de mayo de 2011, Anahí confirmó que sería la intérprete del tema central de Dos hogares, la canción llevaría el nombre de «Dividida». Argumentando «Está bien padre porque habla exactamente de lo que pasa este personaje al estar entre dos hogares, pero no es porque ella quiera engañar». El 12 de mayo de 2011, Anahí compartió una foto en Twitter junto a Ettore Grenci, Fabrizio Simoncioni y su equipo, agregando «Ya en el estudio! Ettore Grenci y todo el equipo listos para grabar!!!! :)».

El italiano Fabrizio Simoncioni fue el productor del sencillo

La canción es el tema principal de la telenovela Dos hogares, la cual es protagonizada por la propia Anahí junto con Carlos Ponce y Sergio Goyri. El tema es letra y música del compositor/productor venezolano Orlando Rodríguez Di Pietro, el joven veracruzano Diego Giron y Anahí, grabado y mezclado por el productor/ingeniero italiano Fabrizio Simoncioni. El 5 de julio de 2011 la canción fue lanzada a la venta a través de descarga digital.
El 27 de junio de 2011, la canción fue interpretada en vivo por primera vez en la presentación de la novela, organizada por la transmisión del primer capítulo, Anahí interpretó el tema en el escenario. El 20 de septiembre de 2011, Anahí interpretó el tema en el lanzamiento del sitio web TVyNovelas en el cual fue madrina junto a Carlos Ponce.

### Portada
La fotografía utilizada como portada del sencillo fue tomada originalmente para la portada de la revista Caras México, que la cantante realizó en marzo de 2011. Fue tomada por el fotógrafo Uriel Santana, maquillaje de Alfonso Waithsman y Fermín Aguilar, peinado de Patricia Cano Díaz, coordinación de moda de Marco Corral y asistente de moda por Thelma Cora Barrera. Se agregó el logotipo de la novela así como también el nombre del sencillo. En la fotografía se puede observar a Anahí con un aspecto sensual, una mirada fija que deja ver sus ojos claros, el cabello a un costado de forma natural tomándose el brazo.

## Video musical

### Desarrollo y lanzamiento
El 15 de julio de 2011, Anahí comparte vía su Twitter oficial una fotografía junto a «Filmando el video! :) "Dividida" y sorpresa con terra». Minutos después subió una foto junto a su maquillista Alfonso Waithsman, junto a «Arrugaaaaas!!! Seguimos filmando "Dividida"». La última foto que Anahí compartió mostraba a la cantante vestida de blanco, en una alberca, siendo esta la primera imagen que mostró un adelanto del video. El 18 de agosto de 2011, Anahí comentó en una entrevista sobre la realización de las escenas del video, explicando «Pasaron mil cosas, casi me ahogo, estar abajo del agua y cantar, seguir cantando cuando me metía la cabeza; cuando salía, me salía agua por la nariz, por los ojos, por todos lados me salía agua, pero me divertí muchísimo». El 26 de agosto de 2011, Anahí reveló en una entrevista con Televisa Espectáculos: «Quería hacer un video muy basado en mí, no en el personaje de la novela, por eso estoy clonándome y no sabe por cuál de los dos amores decidirse». Sobre la descripción del mismo, la cantante comentó «El bien y el mal, un poco de lo que todos tenemos, esa dualidad. De pronto está tu lado oscuro y tu lado más claro o angelical, que en el video sería la que está de blanco, la pureza del agua, y la otra está un poco maleada por eso decidí hacer un clon».

La verdad fue un trabajo muy rápido, tuvimos que hacerlo en 16 horas lo que normalmente haces en 24 y tú sabes que un videoclip lleva mucho tiempo, pero lo poco que pudimos tener de tiempo lo tratamos de aprovechar al máximo porque sólo teníamos esas hora que no estábamos en las novela
Anahí sobre la realización del videoclip.

El video fue dirigido por David Ruiz "Leche" y se realizó durante 16 horas en una casa al sur de la Ciudad de México. El maquillaje estuvo a cargo de Alfonso Waithsman. El 25 de julio a través del canal de Youtube de El Canal de las estrellas se estrenó un adelanto de 16 segundos. Fue estrenado mundialmente el 22 de agosto por el canal Ritmoson Latino, y el 30 de agosto en el canal oficial de Anahí en VEVO. El 30 de agosto de 2011 el video es lanzado a la venta en descarga digital a través de iTunes Store.

### Sinopsis
El video cuenta de dos escenarios diferentes, en uno se puede ver a Anahí (como una clon) flotando inconsciente en una alberca. De pronto, llega una mujer que es científica a una especie de laboratorio, donde realiza investigaciones y decide activarla, mientras que el clon de Anahí canta el tema y trata de flotar con dificultad ya que está en el agua, la mujer le aplica una sustancia, Anahí comienza a perder el conocimiento y regresa a su estado inconsciente. En el segundo escenario, Anahí aparece interpretando el tema, usando un vestido color marrón, en una especie de casa con ventanales y columnas.

### Recepción
Jefferson Souza de la revista brasileña Capricho mencionó que además de participar en el «super divertido» video musical de la canción «Click», Anahí lanzó su nuevo video en el cual reseñó «en el video, Anahí interpreta dos personajes diferentes, aparece toda linda y arrasa mucho. Da un vistazo al nuevo clip de la diva». La revista mexicana Quien reseñó «"Dividida" muestra un "lado oscuro" de la cantante, quien siempre se ha caracterizado por sorprender con sus clips, como fue el caso de "Mi Delirio"». El sitio Exitoína comentó al respecto «Con un estilo futurista y sexy, en el video se emplea una piscina que casi provoca que la cantante se ahogue durante la grabación».

### Posiciones del video
| Lista (2011)             | Posición |
| ------------------------ | -------- |
| MTV Brasil               | 1        |
| Los 60 Mejores Argentina | 16       |
| Los 15 Mejores Argentina | 9        |
| Top 10 Tv Azteca         | 7        |
| 18 & Over Mun2           | 12       |
| POPline Brasil           | 29       |
| Listas de fin de año     |          |
| Teen Top POP del 2011    | 1        |
| Top 300 2011             | 217      |

## Lista de canciones
- Descarga digital

| Dividida — Single |            |                                                  |          |  |
| N.º               | Título     | Escritor(es)                                     | Duración |  |
| 1.                | «Dividida» | Orlando Rodríguez Di Pietro, Diego Giron y Anahí | 3:59     |  |

## Créditos y personal
Créditos por Dividida:

### Personal
- Compositora – Anahí
- Compositor – Orlando Rodríguez Di Pietro
- Compositor – Diego Giron
- Productor – Fabrizio Simoncioni

## Posicionamiento

### Semanales
| \| País \| Organismo \| Lista \| Mejor posición \| \| 2011 \| 2011 \| 2011 \| 2011 \| \| --------- \| -------------- \| -------------------------- \| -------------- \| \| México \| Billboard \| México Español Airplay[33] \| 15 \| \| Argentina \| Top Argentina \| Argentina Top 100[34] \| 97 \| \| Brasil \| Top 100 Brasil \| Top 100[35] \| 47 \| |                |                        |                |
| País | Organismo      | Lista                  | Mejor posición |
| 2011 |                |                        |                |
| México | Billboard      | México Español Airplay | 15             |
| Argentina | Top Argentina  | Argentina Top 100      | 97             |
| Brasil | Top 100 Brasil | Top 100                | 47             |

## Historial de lanzamiento
| Región             | Fecha               | Formato        | Discográfica |
| ------------------ | ------------------- | -------------- | ------------ |
|                    | 27 de junio de 2011 | Radio Premiere | EMI          |
| 5 de julio de 2011 | Descarga digital    |                | EMI          |

## Premios y nominaciones
| Año  | Ceremonia        | Categoría               | Resultado | Ref.  |
| ---- | ---------------- | ----------------------- | --------- | ----- |
| 2012 | Premios Juventud | Mejor tema telenovelero | Nominada  | [ 7 ] |